# 詹姆士·華特斯頓
詹姆士·斯莫爾伍德·華特斯頓（英語：James Smallwood Waterston，1969年1月17日—）是美國的一位演員。他首次出演電影是在1989年電影《死亡詩社》中出演Gerard Pitts角色。

## 外部連結
- 詹姆士·華特斯頓在互联网电影资料库（IMDb）上的資料（英文）
- http://chicagotheaterbeat.com （页面存档备份，存于）